# Covington County (Mississippi)
Das Covington County ist ein County im US-Bundesstaat Mississippi. Das U.S. Census Bureau hat bei der Volkszählung 2020 eine Einwohnerzahl von 18.340 ermittelt.
Der Verwaltungssitz (County Seat) ist Collins.

## Geographie
Das County liegt im mittleren Süden von Mississippi und hat eine Fläche von 1075 Quadratkilometern, wovon drei Quadratkilometer Wasserfläche sind. Es grenzt an folgende Countys:
| Simpson County         | Smith County |                |
| Jefferson Davis County |              | Jones County   |
|                        | Lamar County | Forrest County |

## Geschichte
Das Covington County wurde am 5. Februar 1819 aus Teilen des Lawrence County und des Wayne County gebildet. Benannt wurde es nach General Leonard W. Covington, der im Britisch-Amerikanischen Krieg von 1812 gefallen ist.
Ein Gebäude des Countys ist im National Register of Historic Places eingetragen (Stand 1. Februar 2018), das Covington County Courthouse.

## Demografische Daten

Alterspyramide des Covington Countys (Stand: 2000)

Nach der Volkszählung im Jahr 2000 lebten im Covington County 19.407 Menschen in 7126 Haushalten und 5280 Familien. Die Bevölkerungsdichte betrug 18 Personen pro Quadratkilometer. Ethnisch betrachtet setzte sich die Bevölkerung zusammen aus 63,42 Prozent Weißen, 35,61 Prozent Afroamerikanern, 0,13 Prozent amerikanischen Ureinwohnern, 0,12 Prozent Asiaten, 0,02 Prozent Bewohnern aus dem pazifischen Inselraum und 0,15 Prozent aus anderen ethnischen Gruppen; 0,56 Prozent stammten von zwei oder mehr Ethnien ab. 0,80 Prozent der Bevölkerung waren spanischer oder lateinamerikanischer Abstammung, die verschiedenen der genannten Gruppen angehörten.
Von den 7126 Haushalten hatten 36,6 Prozent Kinder unter 18 Jahren, die mit ihnen lebten. 51,5 Prozent waren verheiratete, zusammenlebende Paare, 17,2 Prozent waren allein erziehende Mütter und 25,9 Prozent waren keine Familien. 23,6 Prozent aller Haushalte waren Singlehaushalte und in 10,7 Prozent lebten Menschen im Alter von 65 Jahren oder darüber. Die durchschnittliche Haushaltsgröße lag bei 2,68 und die durchschnittliche Familiengröße bei 3,16 Personen.
28,8 Prozent der Bevölkerung war unter 18 Jahre alt, 9,6 Prozent zwischen 18 und 24, 27,3 Prozent zwischen 25 und 44, 21,2 Prozent zwischen 45 und 64 Jahre alt und 13,0 Prozent waren 65 Jahre oder älter. Das Durchschnittsalter betrug 34 Jahre. Auf 100 weibliche kamen statistisch 92,6 männliche Personen und auf 100 Frauen im Alter von 18 Jahren oder darüber kamen 90,4 Männer.

Das durchschnittliche Einkommen eines Haushaltes betrug 26.669 USD, das einer Familie 31.264 USD. Männer hatten ein durchschnittliches Einkommen von 26.611 USD, Frauen 18.371 USD. Das Prokopfeinkommen lag bei 14.506 USD. Etwa 18,7 Prozent der Familien und 23,5 Prozent der Bevölkerung lebten unterhalb der Armutsgrenze.

## Städte und Gemeinden
| - Collins - Mount Olive - Ora | - Sanford - Seminary |